# 2012年ロンドンオリンピックのグアテマラ選手団
2012年ロンドンオリンピックのグアテマラ選手団（2012ねんロンドンオリンピックのグアテマラせんしゅだん）は、2012年7月27日から8月12日にかけてイギリスの首都ロンドンで開催された2012年ロンドンオリンピックのグアテマラ選手団、およびその競技結果。

## 概要
今大会は銀メダル1個、合計1個のメダルを獲得した。
陸上競技男子20km競歩でエリック・バロンドが銀メダルを獲得し、グアテマラ初のオリンピックでのメダル獲得となった。

## 選手団
- 人員: 選手 19人
- 開会式旗手: フアンイグナシオ・マエグリ

## メダル
| メダル | 選手名             | 競技     | 種目         | 日付（現地） |
| ------ | ------------------ | -------- | ------------ | ------------ |
| 銀     | エリック・バロンド | 陸上競技 | 男子20km競歩 | 8月4日       |

## 種目別選手・スタッフ名簿及び成績

### 陸上競技
- エリック・バロンド
  - （男子20km競歩）1時間18分57秒 銀メダル獲得
  - （男子50km競歩）失格
- José Amado García（男子マラソン）2時間18分23秒
- Jamie Quiyucn（男子50km競歩）失格
- Jamy Franco（女子20km競歩）1時間33分18秒
- Mayra Carolina Herrera（女子20km競歩）1時間35分33秒
- Mirna Ortiz（女子20km競歩）失格

### バドミントン
- ケビン・コルドン（男子シングルス）第1回戦敗退

### 自転車
- Manuel Rodas Ochoa（男子個人ロードレース）途中棄権

### 体操
- Ana Sofía Gómez（女子個人総合）決勝

### 柔道
- ダレル・カスティージョ（男子100kg超級）第1回戦敗退

### 近代五種
- Andrei Gheorghe（男子）31位

### セーリング
- フアンイグナシオ・マエグリ（男子レーザー級）9位
- Andrea Aldana Bennett（女子レーザーラジアル級）32位

### 射撃
- Jean Pierre Brol（男子クレー・トラップ）予選敗退
- Sergio Sánchez（男子エアピストル、50mピストル）其々予選敗退

### 競泳
- Kevin Ávila Soto（男子100m自由形）51秒44 予選敗退

### テコンドー
- エリザベス・サモラゴルディージョ（女子49kg級）3位決定戦敗退

### ウエイトリフティング
- Christian López（男子105kg超級）15位
- Astrid Camposeco（女子75kg超級）11位